# Ракы
Ракы́ (тур. Rakı, МФА: [raˈkɯ]о файле) — крепкий алкогольный напиток, распространённый в Турции и считающийся турецким национальным крепким напитком. Современный ракы коммерческих брендов представляет собой продукт перегонки виноградного сырья с добавлением экстракта семян аниса. Однако домашний ракы может делаться из другого сырья, в первую очередь, различных фруктов — инжира, фиников. Перед разливом в бутылки ракы выдерживается в дубовых бочках, как минимум, один месяц. Обычное содержание спирта в ракы составляет 45 %, но в некоторых сортах оно может быть 40 % или 50 %.
В целом, ракы является примерным аналогом других крепких напитков, настоянных на анисе — греческого узо, французского пастиса, балканской ракии.

## История
Прообразом ракы послужил крепкий напиток, распространённый в арабских странах Ближнего Востока — арак, который представляет собой дистиллят из различных фруктов. Слово «ракы», во всяком случае, происходит именно от слова «арак». Свои характерные черты напиток получил примерно в XVII веке, когда его стали настаивать на анисе. Эвлия Челеби в 1630 году упоминает, что в Стамбуле изготовлением ракы были заняты 300 человек в 100 лавках.
В Османской империи конца XVIII — начала XIX века ракы подавался в кабачках-мейхане́, которые содержали, как правило, немусульмане — греки или, реже, албанцы. В то время сырьём для получения спирта для ракы служили обычно виноградные выжимки. Мусульманское население империи стало часто посещать мейхане в период либеральных реформ середины XIX века (танзимата), когда влияние религиозных предписаний (в том числе антиалкогольных) на повседневную жизнь стало слабеть. К концу XIX века ракы по популярности уже обогнал вино. Тогда же напиток полностью приобрёл свой современный вид.
Общенациональная популярность пришла к ракы уже во времена Турецкой республики. Но ракы долго оставался напитком домашнего, кустарного изготовления. Крупномасштабное коммерческое производство ракы было открыто с 1930-х годов, в результате чего два сорта — «Йени́» (тур. Yeni) и «Кулю́п» (тур. Kulüp) — стали продаваться в большинстве населённых пунктов с населением более 20 тысяч человек. В 1944 году на производство ракы была установлена государственная монополия — напиток стал производиться в Измире государственной компанией «Текел».

## Способ употребления
Ракы пьётся разбавленным в соотношении три-четыре доли воды на одну долю ракы, обычно из тонкого стеклянного бокала. Лёд при желании добавляют уже в полученную смесь. Дело в том, что если ракы налить в стакан со льдом, то он может начать кристаллизоваться и потерять свои вкусовые качества. Ракы можно пить и неразбавленным, но тогда его рекомендуется предварительно охладить. В этом случае ракы обычно немедленно запивают водой — на один глоток ракы должно приходиться не менее одного глотка воды. Неразбавленный ракы имеет резкий жгучий вкус и сильный анисовый аромат, разбавленный — приятный сладковатый вкус и мягкий анисовый аромат.
Как и другие анисовые водки, ракы при разбавлении белеет, а получившаяся смесь становится похожей на молоко (происходит так называемый эффект анисового ликёра, когда анисовое масло, растворённое в спирте, образует с водой непрозрачную эмульсию). Белый цвет получившегося напитка и высокая крепость ракы стали причиной народного прозвища ракы — «львиное молоко» (тур. aslan sütü). Интересно, что в прошлом чаши для этого напитка были украшены изображением льва.
Обычно ракы употребляют вместе с едой, запивая им блюда национальной турецкой кухни, к которым ракы, как считается, особенно подходит. Однако часто разбавленный ракы употребляется и без еды как прохладительный алкогольный напиток.

## Производство ракы в современной Турции
До самого недавнего времени коммерческим производством ракы занималась только компания «Текел». Количество брендов ракы на рынке было очень малым — упомянутые Йени и Кулюп оставались единственными сортами напитка до 1970-х годов, когда появился третий сорт — «Алтынба́ш» (тур. Altınbaş), быстро ставший престижной маркой. Четвёртый сорт, «Текирдаг» (тур. Tekirdağ) появился только в 2001 году. Однако после приватизации «Текел» в 2004 году на рынок вышли и другие производители, после чего число коммерческих брендов ракы стало быстро расти. В современной Турции потребляется около 60 млн литров ракы в год.

## Ракы в культуре
Как чрезвычайно популярный в народе повседневный напиток ракы часто упоминается в различных произведениях турецких писателей.
Слёзы. Молчание. Звуки незнакомого дома. Галип хотел сказать дяде Мелиху, что надо купить бутылку ракы в лавке на углу и скорее вернуться домой.
 (Орхан Памук, «Чёрная книга»)
Любителем и ценителем ракы был создатель и первый президент Турецкой республики Ататюрк.